# Kosmos 129
Kosmos 129 (ros. Космос 129) – radziecki satelita rozpoznawczy; 42. statek serii Zenit-2 programu Zenit (36. statek na orbicie), którego konstrukcję oparto na załogowych kapsułach Wostok.